# Desulfonatronovibrio hydrogenovorans
Espèce
Desulfonatronovibrio hydrogenovorans est une espèce de bactéries Gram négatives de la famille des Desulfohalobiaceae.

## Historique
La souche type de cette espèce a été isolée à partir d'échantillons provenant du lac Magadi, un lac alcalin du Kenya durant la saison sèche de 1991.

## Description
Les Desulfonatronovibrio hydrogenovorans sont des bactéries à coloration de Gram négatives. Elles ont une forme de vibrions simples ou en pairs. Elles sont aussi anaérobies. C'est une espèce extrêmement alcalophile ne croissant pas à pH 7 mais entre pH 9.0 et pH 9.7 pour une croissance optimale avec un maximum de pH 10.0 au-delà duquel la croissance n'est pas possible.

## Taxonomie
Le nom correct complet (avec auteur) de ce taxon est Desulfonatronovibrio hydrogenovorans Zhilina et al. 1997.

### Étymologie
L'étymologie du nom spécifique de Desulfonatronovibrio hydrogenovorans est la suivante : hy.dro.gen.o.vo’rans. N.L. neut. n. hydrogenum, hydrogène (d'où la production d'eau, appelé ainsi car il forme de l'eau lorsqu'il est exposé à l'oxygène); du Gr. neut. n. hydôr, eau; du Gr. ind. v. gennaô, produire; L. pres. part. vorans, dévorer, manger; N.L. masc. part. adj. hydrogenovorans, dévorant l'hydrogène, utilisant l'hydrogène.